# آدی باگاوان
آدی باگاوان (به هندی: Aadhi Baghavan) یا آمرین آدی باگاوان فیلمی محصول سال ۲۰۱۳ و به کارگردانی عامر است. در این فیلم بازیگرانی همچون جایام راوی، نیتو چاندرا، سودها چاندران، بابو آنتونی و ساکشی شیواناند ایفای نقش کرده‌اند.